# Nicolas de Staël
Nicolas de Staël, född 5 januari 1914 i Sankt Petersburg, Ryssland, död 16 mars 1955 i Antibes, Frankrike, var en rysk-fransk målare.

## Biografi
Nicolas de Staël var fem år gammal när familjen flydde från Ryssland och ryska revolutionen. De kom till Danzig (dagens Gdańsk), där föräldrarna gick bort medan han var barn. Han kom då till Bryssel.
de Staël studerade konst vid Bryssels Académie des Beaux-Arts och bosatte sig under 1930-talet i Paris. Han blev fransk medborgare 1948.
Han var influerad av Braque, som han lärde känna 1940, och av Bauhaus-andan. Hans lyriskt abstrakta stil utmärks av de djärvt tecknade formerna i varma, kontrasterande färger. Han närmade sig långsamt ett föreställande måleri, och hans färger blev alltmer dämpade och neutrala. 
Plågad av utmattning, depression och tvivel på sin fortsatta väg begick Nicolas de Staël självmord i mars 1955.